# Malaysia Open 2001
Die Malaysia Open 2001 im Badminton fanden vom 17. bis zum 22. Juli 2001 im Stadium Malawati in Shah Alam statt. Das Preisgeld betrug 120.000 Dollar.

## Sieger und Platzierte
| Disziplin    | Gold                            | Silber                      | Bronze                                  |
| ------------ | ------------------------------- | --------------------------- | --------------------------------------- |
| Herreneinzel | Ong Ewe Hock                    | Rony Agustinus              | Chen Hong                               |
| Herreneinzel | Ong Ewe Hock                    | Rony Agustinus              | Xia Xuanze                              |
| Dameneinzel  | Gong Ruina                      | Zhou Mi                     | Yu Jin                                  |
| Dameneinzel  | Gong Ruina                      | Zhou Mi                     | Wang Chen                               |
| Herrendoppel | Sigit Budiarto Candra Wijaya    | Tony Gunawan Halim Haryanto | Tesana Panvisavas Pramote Teerawiwatana |
| Herrendoppel | Sigit Budiarto Candra Wijaya    | Tony Gunawan Halim Haryanto | Chan Chong Ming Chew Choon Eng          |
| Damendoppel  | Huang Nanyan Yang Wei           | Gao Ling Huang Sui          | Pernille Harder Majken Vange            |
| Damendoppel  | Huang Nanyan Yang Wei           | Gao Ling Huang Sui          | Wei Yili Zhang Jiewen                   |
| Mixed        | Bambang Suprianto Emma Ermawati | Liu Yong Zhang Jiewen       | Michael Lamp Ann-Lou Jørgensen          |
| Mixed        | Bambang Suprianto Emma Ermawati | Liu Yong Zhang Jiewen       | Nathan Robertson Gail Emms              |

## Finalergebnisse
| Disziplin    | Sieger                          | Finalist                    | Ergebnis                |
| ------------ | ------------------------------- | --------------------------- | ----------------------- |
| Herreneinzel | Ong Ewe Hock                    | Rony Agustinus              | 3-7, 7-2, 7-0, 6-8, 7-1 |
| Dameneinzel  | Gong Ruina                      | Zhou Mi                     | 7-3, 7-2, 7-4           |
| Herrendoppel | Candra Wijaya Sigit Budiarto    | Tony Gunawan Halim Haryanto | 7-4, 4-7, 7-2, 2-7, 7-5 |
| Damendoppel  | Huang Nanyan Yang Wei           | Gao Ling Huang Sui          | 7-1, 4-7, 7-3, 7-0      |
| Mixed        | Bambang Suprianto Emma Ermawati | Liu Yong Zhang Jiewen       | 7-8, 6-8, 7-2, 7-2, 7-2 |

## Ergebnisse

### Herreneinzel Qualifikation
- Lin Dan –  Salim Sameon: 7-2 / 7-3 / 7-4
- Noor Izwan Paini –  Wah Sum Liew: 5-7 / 3-7 / 7-1
- Martyn Lewis –  Kok Hsiung Moo: 7-2 / 7-1 / 7-5
- Thomas Søgaard –  Wilson Chee Nang Leong: 7-0 / 7-3 / 7-0
- Nik Ahmad Faiz Nik Abdullah –  Hsuan Su Yi: 7-4 / 5-7 / 6-8
- Chen Wet Lim –  Liam Ingram: 7-5 / 7-0 / 4-7
- Kantharoopan Ponniah –  Mohd Malik Basri: 7-1 / 7-0 / 7-2
- Awang Huzaini Md Salleh –  Azrihanif Azahar: 7-2 / 7-2 / 7-4
- Chi How Chong –  Marji Bn Azmay Mohd: 7-2 / 7-2 / 7-4
- Gerald Ho Hee Teck –  Koo Kien Keat: 7-0 / 7-1 / 7-3
- Mark Lewis Arputham –  Philip Linnard: 7-2 / 7-2 / 7-0
- Heryanto Arbi –  Huck Lee Ong: 7-0 / 7-4 / 2-7
- Bao Chunlai –  Muhammad Hafiz Hashim: 3-7 / 7-4 / 7-2
- Gee Chang Choo –  Awang Amran Kambar: 7-0 / 7-4 / 7-0
- Lin Dan –  Noor Izwan Paini: 7-1 / 7-2 / 7-0
- Khrishnan Yogendran –  Mohd Nazree Ahmad: 7-2 / 7-0 / 7-2
- Thomas Søgaard –  Martyn Lewis: 7-2 / 7-1 / 7-0
- Salleh B Suwandi Mohd –  Makhazim Mohd: 7-0 / 8-7 / 7-1
- Nik Ahmad Faiz Nik Abdullah –  Chen Wet Lim: 3-7 / 4-7 / 7-1
- Kazuhiro Shimogami –  Hafiz Hasbullah: 7-5 / 7-5 / 7-0
- Kantharoopan Ponniah –  Awang Huzaini Md Salleh: 7-5 / 7-2 / 7-1
- Gerald Ho Hee Teck –  Chi How Chong: 7-4 / 7-0 / 7-5
- Chin Loon Lim –  Zhao Rong Tan: 7-2 / 7-1 / 7-0
- Heryanto Arbi –  Mark Lewis Arputham: 7-1 / 7-0 / 7-0
- Jan Junker –  Tan Bin Shen: 7-3 / 7-4 / 7-1
- Bao Chunlai –  Mohd Hain Mat Zahir: 7-0 / 7-0 / 7-0
- Chang Jeng-shyuang –  Mun Kid Seed: 7-5 / 7-5 / 7-3
- Gee Chang Choo –  Eric Ngeam: 2-7 / 7-3 / 2-7

### Herreneinzel
- Chen Hong –  Chetan Anand: 7-0 / 7-2 / 8-7
- James Chua –  Anupap Thiraratsakul: 1-7 / 7-2 / 8-6
- Richard Vaughan –  Michael Edge: 7-3 / 7-3 / 7-5
- Muhammad Hafiz Hashim –  Budi Santoso: 4-7 / 7-5 / 7-3
- Roslin Hashim –  Shinya Ohtsuka: 7-1 / 7-5 / 7-5
- Cai Yun –  Arif Rasidi: 7-4 / 7-2 / 7-3
- Irwan Syah –  Kuan Beng Hong: 2-7 / 5-7 / 7-4
- Ng Wei –  Jochen Cassel: 8-6 / 5-7 / 7-0
- Hendrawan –  Ismail Saman: 8-6 / 7-2 / 7-1
- Tam Kai Chuen –  Colin Haughton: 7-4 / 7-2 / 7-4
- Heryanto Arbi –  Lee Tsuen Seng: 7-5 / 7-5 / 7-3
- Indra Wijaya –  Nik Ahmad Faiz Nik Abdullah: 7-1 / 6-8 / 7-2
- Pullela Gopichand –  Jim Ronny Andersen: 7-5 / 7-2 / 7-2
- Sairul Amar Ayob –  Jens Roch: 7-1 / 7-0 / 7-0
- Shoji Sato –  Liao Sheng-shiun: 2-7 / 7-4 / 7-0
- Rony Agustinus –  Park Tae-sang: 7-0 / 7-2 / 7-4
- Jason Wong –  Wiempie Mahardi: 4-7 / 8-6 / 7-4
- Agus Hariyanto –  Gerald Ho Hee Teck: 7-5 / 2-7 / 7-5
- Björn Joppien –  Hendra Wijaya: 7-2 / 5-7 / 7-2
- Xia Xuanze –  Ramesh Nathan: 7-2 / 8-6 / 7-0
- Yohan Hadikusumo Wiratama –  Allan Tai: 7-4 / 7-5 / 7-4
- Boonsak Ponsana –  Wong Choong Hann: 5-7 / 8-7 / 7-5
- Hidetaka Yamada –  Mark Constable: 7-5 / 7-2 / 8-6
- Lee Hyun-il –  Bao Chunlai: 7-0 / 7-3 / 8-6
- Lee Chong Wei –  Martin Hagberg: 7-1 / 7-1 / 7-3
- Jang Young-soo –  Fung Permadi: 7-5 / 5-7 / 7-4
- Abhinn Shyam Gupta –  Khrishnan Yogendran: 2-7 / 7-4 / 7-1
- Ong Ewe Hock –  Kazuhiro Shimogami: 7-0 / 7-0 / 7-4
- Niels Christian Kaldau –  Vladislav Druzchenko: 7-3 / 7-2 / 6-8
- Lin Dan –  Chen Yu : 7-5 / 7-1 / 4-7
- Pei Wee Chung –  Sachin Ratti: 8-6 / 4-7 / 7-4
- Yeoh Kay Bin –  Dicky Palyama: w.o.
- Chen Hong –  James Chua: 4-7 / 7-2 / 8-7
- Muhammad Hafiz Hashim –  Richard Vaughan: 7-1 / 6-8 / 7-3
- Cai Yun –  Roslin Hashim: 8-7 / 7-4 / 7-4
- Ng Wei –  Irwan Syah: 7-4 / 7-5 / 7-0
- Hendrawan –  Tam Kai Chuen: 5-7 / 8-6 / 7-0
- Indra Wijaya –  Heryanto Arbi: 5-7 / 7-2 / 7-2
- Pullela Gopichand –  Sairul Amar Ayob: 7-2 / 0-7 / 8-7
- Rony Agustinus –  Shoji Sato: 7-4 / 7-4 / 7-0
- Jason Wong –  Agus Hariyanto: 7-2 / 7-4 / 8-6
- Xia Xuanze –  Björn Joppien: 7-2 / 7-1 / 7-0
- Yohan Hadikusumo Wiratama –  Boonsak Ponsana: 8-7 / 7-0 / 7-1
- Lee Hyun-il –  Hidetaka Yamada: 7-1 / 7-1 / 7-2
- Lee Chong Wei –  Jang Young-soo: 4-7 / 6-8 / 7-5
- Ong Ewe Hock –  Abhinn Shyam Gupta: 7-1 / 7-2 / 7-2
- Niels Christian Kaldau –  Yeoh Kay Bin: 7-4 / 7-5 / 7-0
- Lin Dan –  Pei Wee Chung: 8-7 / 7-4 / 7-0
- Chen Hong –  Muhammad Hafiz Hashim: 7-3 / 2-7 / 7-3
- Ng Wei –  Cai Yun: 7-4 / 7-5 / 3-7 Ret.
- Hendrawan –  Indra Wijaya: 7-1 / 7-4 / 7-3
- Rony Agustinus –  Pullela Gopichand: 8-6 / 7-5 / 7-5
- Xia Xuanze –  Jason Wong: 7-3 / 7-4 / 7-3
- Lee Hyun-il –  Yohan Hadikusumo Wiratama: 7-5 / 7-3 / 7-2
- Ong Ewe Hock –  Lee Chong Wei: 8-7 / 7-5 / 7-2
- Lin Dan –  Niels Christian Kaldau: 8-6 / 5-7 / 8-6
- Chen Hong –  Ng Wei: 7-4 / 7-0 / 7-4
- Rony Agustinus –  Hendrawan: 8-6 / 7-2 / 7-3
- Xia Xuanze –  Lee Hyun-il: 7-4 / 7-1 / 7-4
- Ong Ewe Hock –  Lin Dan: 7-0 / 8-6 / 7-0
- Rony Agustinus –  Chen Hong: 7-3 / 5-7 / 7-4
- Ong Ewe Hock –  Xia Xuanze: 3-7 / 7-0 / 5-7
- Ong Ewe Hock –  Rony Agustinus: 3-7 / 7-2 / 7-0

### Dameneinzel Qualifikation
- Dian Novita Sari –  Au Jen Yee: 7-0 / 7-1 / 5-7
- Wong Mew Choo –  Jiang Yanmei: 7-5 / 8-6 / 7-1
- Yu Jin –  Wai See Wong: 7-0 / 7-5 / 7-0
- Juliane Schenk –  Sugina A/P Kunalan: 7-0 / 7-4 / 7-3
- Fatimah Kumin Lim –  Ooi Yu Hang: 7-2 / 7-1 / 7-1
- Liu Fan Frances –  Nadia Syamsudin Che: 7-3 / 7-0 / 7-0
- Woon Sze Mei –  Li Wenyan: 2-7 / 7-5 / 1-7
- Manjusha Kanwar –  Phui Leng See: 7-2 / 7-1 / 7-2
- Wong Mew Choo –  P. V. V. Lakshmi: 8-6 / 7-1 / 7-3
- Yu Jin –  Xiao Luxi: 7-2 / 3-7 / 7-5
- Juliane Schenk –  Sugita Kunalan: 3-7 / 7-2 / 7-3
- Fatimah Kumin Lim –  Sutheaswari Mudukasan: 3-7 / 8-6 / 7-3
- Liu Fan Frances –  Kate Ridler: 7-3 / 7-4 / 7-5
- Woon Sze Mei –  Fan Jing Jing: 7-2 / 7-1 / 7-1
- Cindana Hartono –  Manjusha Kanwar: 7-3 / 7-1 / 7-4

### Dameneinzel
- Zhou Mi –  Anu Nieminen: 7-2 / 7-1 / 7-2
- Ellen Angelina –  Li Li: 8-6 / 7-2 / 7-0
- Ling Wan Ting –  Lee Yin Yin: 7-4 / 6-8 / 7-4
- Sujitra Ekmongkolpaisarn –  Elena Nozdran: 7-0 / 7-2 / 7-4
- Kanako Yonekura –  Woon Sze Mei: 7-0 / 6-8 / 4-7
- Hu Ting –  Wong Mew Choo: 7-4 / 1-7 / 8-6
- Lidya Djaelawijaya –  Wong Miew Kheng: 7-1 / 5-7 / 7-0
- Yu Jin –  Corina Herrle: 7-0 / 7-3 / 7-0
- Liu Fan Frances –  Fumi Iwawaki: 7-2 / 7-2 / 7-0
- Dai Yun –  Liu Zhen: 7-5 / 7-3 / 7-0
- Atu Rosalina –  Wang Rong: 7-3 / 8-6 / 7-2
- Wang Chen –  Petra Overzier: 7-0 / 7-1 / 5-7
- Louisa Koon Wai Chee –  Nina Weckström: 7-5 / 7-0 / 7-0
- Kelly Morgan –  Kyoko Komuro: 7-3 / 8-6 / 7-0
- Yuli Marfuah –  B. R. Meenakshi: 7-1 / 7-8 / 7-5
- Gong Ruina –  Ng Mee Fen: 7-2 / 5-7 / 7-3
- Zhou Mi –  Ellen Angelina: 8-7 / 7-2 / 7-0
- Sujitra Ekmongkolpaisarn –  Ling Wan Ting: 7-4 / 4-7 / 7-3
- Hu Ting –  Kanako Yonekura: 7-2 / 7-5 / 3-7
- Yu Jin –  Lidya Djaelawijaya: 7-3 / 7-0 / 7-3
- Dai Yun –  Liu Fan Frances: 7-2 / 7-0 / 7-3
- Wang Chen –  Atu Rosalina: 7-0 / 7-3 / 6-8
- Kelly Morgan –  Louisa Koon Wai Chee: 7-5 / 7-4 / 7-2
- Gong Ruina –  Yuli Marfuah: 7-4 / 7-2 / 7-1
- Zhou Mi –  Sujitra Ekmongkolpaisarn: 7-3 / 5-7 / 3-7
- Yu Jin –  Hu Ting: 7-4 / 7-2 / 7-4
- Wang Chen –  Dai Yun: 7-4 / 8-6 / 0-7
- Gong Ruina –  Kelly Morgan: 7-5 / 4-7 / 7-4
- Zhou Mi –  Yu Jin: 7-2 / 8-6 / 7-2
- Gong Ruina –  Wang Chen: 7-5 / 7-1 / 6-8
- Gong Ruina –  Zhou Mi: 7-3 / 7-2 / 7-4

### Herrendoppel Qualifikation
- Hsiao Cheng-wen /  Lee Sung-yuan –  Chen Wet Lim /  Stanley Savio Michael: 7-1 / 7-4 / 7-2
- Alvent Yulianto /  Hendra Gunawan –  Soon Chiang Ong /  Kok Seng Teo: 7-0 / 7-2 / 0-7
- Tseng Chung-lin /  Wang Chia-chern –  Koo Kien Keat /  Zhao Rong Tan: 4-7 / 8-6 / 5-7
- Yohan Hadikusumo Wiratama /  Budi Santoso –  Chi How Chong /  Nik Ahmad Faiz Nik Abdullah: 7-4 / 7-1 / 4-7
- Boon Heng Kiew /  Guan Ming Wong –  Mohd Malik Basri /  Lic-Kai Jack Hee: 7-5 / 7-5 / 7-5
- Hsiao Cheng-wen /  Lee Sung-yuan –  Michael Mee Yinn Nyau /  Zailani Yuin: 7-1 / 7-4 / 7-4
- Markose Bristow /  Vijaydeep Singh –  Yan Sheng Lee /  Wah Sum Liew: 7-1 / 7-1 / 7-2
- Alvent Yulianto /  Hendra Gunawan –  Jack Koh /  Ong Soon Hock: 7-3 / 7-0 / 8-6
- Tseng Chung-lin /  Wang Chia-chern –  Wilson Chee Nang Leong /  Eric Ngeam: 4-7 / 7-3 / 1-7
- Yong Joo Chua /  Khoo Kian Teck –  Azrihanif Azahar /  Mun Kid Seed: 5-7 / 5-7 / 7-0
- Yohan Hadikusumo Wiratama /  Budi Santoso –  Khoo Kok Kheng /  Pang Cheh Chang: 7-4 / 5-7 / 7-4
- Hafiz Hasbullah /  Kok Hsiung Moo –  Liam Ingram /  Philip Linnard: 4-7 / 7-3 / 7-1

### Herrendoppel
- Tony Gunawan /  Halim Haryanto –  Alvent Yulianto /  Hendra Gunawan: 8-6 / 7-8 / 7-0
- Hsuan Su Yi /  Tsai Chia-hsin –  Khrishnan Yogendran /  Ng Kean Kok: 7-5 / 7-3 / 7-2
- Chen Qiqiu /  Liu Yong –  Jochen Cassel /  Ingo Kindervater: 8-6 / 7-3 / 7-0
- Jeremy Gan /  Hong Chieng Hun –  Matthew Hughes /  Martyn Lewis: 7-2 / 7-1 / 7-1
- Tesana Panvisavas /  Pramote Teerawiwatana –  Chang Kim Wai /  Choong Tan Fook: 8-6 / 7-1 / 5-7
- Ricky Subagja /  S. Antonius Budi Ariantho –  Hendri Kurniawan Saputra /  Wandry Kurniawan Saputra: 7-1 / 7-3 / 7-5
- Ma Che Kong /  Yau Tsz Yuk –  Boon Heng Kiew /  Guan Ming Wong: 7-4 / 7-4 / 7-1
- Gan Teik Chai /  Rosman Razak –  Cheng Rui /  Wang Wei: 7-3 / 7-2 / 4-7
- Liu Kwok Wa /  Albertus Susanto Njoto –  Chien Yu-hsun /  Huang Shih-chung: 7-4 / 7-1 / 7-3
- Patapol Ngernsrisuk /  Khunakorn Sudhisodhi –  Zakry Abdul Latif /  Chin Lee Tan: 7-1 / 4-7 / 7-5
- Tseng Chung-lin /  Wang Chia-chern –  Ermadena Hj Talip /  Fadzli Hj Masri: 7-1 / 7-1 / 7-1
- Chan Chong Ming /  Chew Choon Eng –  Ade Lukas /  Andreas Setiawan: 7-3 / 8-6 / 4-7
- Keita Masuda /  Tadashi Ohtsuka –  Yohan Hadikusumo Wiratama /  Budi Santoso: 2-7 / 7-2 / 7-2
- Sigit Budiarto /  Candra Wijaya –  Teng Yung Hooi /  Tan Bin Shen: 7-1 / 7-2 / 7-1
- Sanave Thomas /  Valiyaveetil Diju –  Lin Woon Fui /  Fairuzizuan Tazari: 6-8 / 7-4 / 6-8
- Anthony Clark /  Nathan Robertson –  Zhang Jun /  Zhang Wei: 7-1 / 4-7 / 2-7
- Tony Gunawan /  Halim Haryanto –  Hsuan Su Yi /  Tsai Chia-hsin: 7-0 / 7-4 / 7-2
- Chen Qiqiu /  Liu Yong –  Jeremy Gan /  Hong Chieng Hun: 7-4 / 8-6 / 7-0
- Tesana Panvisavas /  Pramote Teerawiwatana –  Ricky Subagja /  S. Antonius Budi Ariantho: 6-8 / 7-4 / 5-7
- Ma Che Kong /  Yau Tsz Yuk –  Gan Teik Chai /  Rosman Razak: 7-1 / 1-7 / 7-2
- Liu Kwok Wa /  Albertus Susanto Njoto –  Patapol Ngernsrisuk /  Khunakorn Sudhisodhi: 7-2 / 1-7 / 7-5
- Chan Chong Ming /  Chew Choon Eng –  Tseng Chung-lin /  Wang Chia-chern: 7-2 / 7-1 / 7-2
- Sigit Budiarto /  Candra Wijaya –  Keita Masuda /  Tadashi Ohtsuka: 7-2 / 7-4 / 7-5
- Anthony Clark /  Nathan Robertson –  Sanave Thomas /  Valiyaveetil Diju: 7-3 / 7-4 / 7-4
- Tony Gunawan /  Halim Haryanto –  Chen Qiqiu /  Liu Yong: 7-4 / 7-5 / 7-3
- Tesana Panvisavas /  Pramote Teerawiwatana –  Ma Che Kong /  Yau Tsz Yuk: 7-1 / 7-1 / 7-1
- Chan Chong Ming /  Chew Choon Eng –  Liu Kwok Wa /  Albertus Susanto Njoto: 7-2 / 7-2 / 4-7
- Sigit Budiarto /  Candra Wijaya –  Anthony Clark /  Nathan Robertson: 4-7 / 7-4 / 8-6
- Tony Gunawan /  Halim Haryanto –  Tesana Panvisavas /  Pramote Teerawiwatana: 7-2 / 2-7 / 7-1
- Sigit Budiarto /  Candra Wijaya –  Chan Chong Ming /  Chew Choon Eng: 7-1 / 7-1 / 7-2
- Sigit Budiarto /  Candra Wijaya –  Tony Gunawan /  Halim Haryanto: 7-4 / 4-7 / 7-2

### Damendoppel
- Eny Erlangga /  Jo Novita –  Nadia Syamsudin Che /  Ooi Yu Hang: 7-3 / 7-0 / 7-1
- Norhasikin Amin /  Lim Pek Siah –  Kathrin Piotrowski /  Juliane Schenk: 5-7 / 8-7 / 7-1
- Fong Chew Yen /  Lee Yin Yin –  Manjusha Kanwar /  B. R. Meenakshi: 7-4 / 7-2 / 7-4
- Jane F. Bramsen /  Ann-Lou Jørgensen –  Fan Jing Jing /  Shui Yen Foo: 7-2 / 7-0 / 7-2
- Birgit Overzier /  Petra Overzier –  Phui Leng See /  Wai See Wong: 7-4 / 7-4 / 5-7
- Joanne Quay /  Wong Mew Choo –  Li Li /  Liu Fan Frances: 7-4 / 6-8 / 6-8
- Chin Eei Hui /  Woon Sze Mei –  Nina Weckström /  Anu Nieminen: 7-3 / 7-3 / 7-2
- Emma Ermawati /  Vita Marissa –  Ng Mee Fen /  Kate Ridler: 7-1 / 7-1 / 7-0
- Jiang Yanmei /  Fatimah Kumin Lim –  Corina Herrle /  Caren Hückstädt: 7-4 / 8-7 / 7-0
- Diah Novita /  Rosie Riani –  Zhao Tingting /  Zhang Yawen: w.o.
- Gao Ling /  Huang Sui –  Eny Erlangga /  Jo Novita: 7-2 / 7-4 / 7-5
- Norhasikin Amin /  Lim Pek Siah –  Liu Zhen /  Xiao Luxi: 7-3 / 7-5 / 8-7
- Wei Yili /  Zhang Jiewen –  Fong Chew Yen /  Lee Yin Yin: 7-2 / 7-1 / 7-4
- Jane F. Bramsen /  Ann-Lou Jørgensen –  Birgit Overzier /  Petra Overzier: 7-0 / 7-0 / 7-0
- Joanne Quay /  Wong Mew Choo –  Diah Novita /  Rosie Riani: 7-4 / 6-8 / 2-7
- Pernille Harder /  Majken Vange –  Chin Eei Hui /  Woon Sze Mei: 7-0 / 7-4 / 7-4
- Emma Ermawati /  Vita Marissa –  Ang Li Peng /  Wong Pei Tty: 4-7 / 6-8 / 7-0
- Huang Nanyan /  Yang Wei –  Jiang Yanmei /  Fatimah Kumin Lim: 8-6 / 7-2 / 7-0
- Gao Ling /  Huang Sui –  Norhasikin Amin /  Lim Pek Siah: 6-8 / 7-2 / 7-2
- Wei Yili /  Zhang Jiewen –  Jane F. Bramsen /  Ann-Lou Jørgensen: 2-7 / 7-2 / 7-5
- Pernille Harder /  Majken Vange –  Joanne Quay /  Wong Mew Choo: 7-2 / 7-0 / 7-5
- Huang Nanyan /  Yang Wei –  Emma Ermawati /  Vita Marissa: 3-7 / 7-2 / 5-7
- Gao Ling /  Huang Sui –  Wei Yili /  Zhang Jiewen: 8-7 / 5-7 / 7-5
- Huang Nanyan /  Yang Wei –  Pernille Harder /  Majken Vange: 7-5 / 7-0 / 7-5
- Huang Nanyan /  Yang Wei –  Gao Ling /  Huang Sui: 7-1 / 4-7 / 7-3

### Mixed
- Chang Kim Wai /  Ang Li Peng –  Jochen Cassel /  Kathrin Piotrowski: 7-3 / 8-6 / 7-0
- Albertus Susanto Njoto /  Louisa Koon Wai Chee –  Valiyaveetil Diju /  Manjusha Kanwar: 0-7 / 7-5 / 7-2
- Deng Chuanhai /  Wei Yili –  Zakry Abdul Latif /  Chin Eei Hui: 7-2 / 8-6 / 7-3
- Chetan Anand /  P. V. V. Lakshmi –  Jan Junker /  Birgit Overzier: 7-3 / 7-0 / 7-3
- Chan Chong Ming /  Lim Pek Siah –  Khoo Kian Teck /  Shui Yen Foo: 7-2 / 8-6 / 7-1
- Jonas Rasmussen /  Jane F. Bramsen –  Sanave Thomas /  B. R. Meenakshi: 7-4 / 7-1 / 7-4
- Liu Yong /  Zhang Jiewen –  Ng Kean Kok /  Fong Chew Yen: 7-3 / 7-4 / 7-1
- Chew Choon Eng /  Joanne Quay –  Martyn Lewis /  Kate Ridler: 7-3 / 7-1 / 7-2
- Alvent Yulianto /  Eny Erlangga –  Yau Tsz Yuk /  Ling Wan Ting: 7-2 / 7-1 / 3-7
- Gan Teik Chai /  Wong Pei Tty –  Ingo Kindervater /  Caren Hückstädt: 7-8 / 7-3 / 7-4
- Rosman Razak /  Norhasikin Amin –  Vladislav Druzchenko /  Elena Nozdran: 7-1 / 7-5 / 7-2
- Hendra Gunawan /  Jo Novita –  Cheng Rui /  Zhang Yawen: w.o.
- Nathan Robertson /  Gail Emms - : w.o.
- Bambang Suprianto /  Emma Ermawati –  Chang Kim Wai /  Ang Li Peng: 7-5 / 3-7 / 8-7
- Deng Chuanhai /  Wei Yili –  Albertus Susanto Njoto /  Louisa Koon Wai Chee: 7-4 / 7-3 / 7-0
- Michael Lamp /  Ann-Lou Jørgensen –  Chetan Anand /  P. V. V. Lakshmi: 7-0 / 7-0 / 7-5
- Hendra Gunawan /  Jo Novita –  Chan Chong Ming /  Lim Pek Siah: 1-7 / 5-7 / 7-4
- Liu Yong /  Zhang Jiewen –  Jonas Rasmussen /  Jane F. Bramsen: 7-3 / 5-7 / 8-7
- Alvent Yulianto /  Eny Erlangga –  Chew Choon Eng /  Joanne Quay: 2-7 / 2-7 / 8-6
- Nathan Robertson /  Gail Emms –  Gan Teik Chai /  Wong Pei Tty: 7-1 / 7-2 / 7-1
- Nova Widianto /  Vita Marissa –  Rosman Razak /  Norhasikin Amin: 7-4 / 7-2 / 7-4
- Bambang Suprianto /  Emma Ermawati –  Deng Chuanhai /  Wei Yili: 7-1 / 4-7 / 7-0
- Michael Lamp /  Ann-Lou Jørgensen –  Hendra Gunawan /  Jo Novita: 8-6 / 7-0 / 7-3
- Liu Yong /  Zhang Jiewen –  Alvent Yulianto /  Eny Erlangga: 7-2 / 7-2 / 5-7
- Nathan Robertson /  Gail Emms –  Nova Widianto /  Vita Marissa: 7-1 / 7-4 / 1-7
- Bambang Suprianto /  Emma Ermawati –  Michael Lamp /  Ann-Lou Jørgensen: 7-4 / 7-2 / 7-2
- Liu Yong /  Zhang Jiewen –  Nathan Robertson /  Gail Emms: 7-4 / 7-1 / 2-7
- Bambang Suprianto /  Emma Ermawati –  Liu Yong /  Zhang Jiewen: 7-8 / 6-8 / 7-2